# 39890 Бобстіфенс
39890 Бобстіфенс (39890 Bobstephens) — астероїд головного поясу, відкритий 23 березня 1998 року.
Тіссеранів параметр щодо Юпітера — 3,380.